# Sémiramis, esclave et reine
Pour plus de détails, voir Fiche technique et Distribution.
Sémiramis, esclave et reine (La cortigiana di Babilonia) est un film italien réalisé par Carlo Ludovico Bragaglia, sorti en 1954.

## Synopsis
Sémiramis, une simple gardienne de chèvres, est emmenée à Babylone pour avoir hébergé Amal, le chef des Chaldéens, poursuivi par le roi Assur. Elle est remarquée par ce dernier qui aimerait bien en faire sa favorite. Mais la belle n'a de pensées que pour son séduisant Amal qui est parvenu à s'échapper et vient lui rendre visite discrètement au palais. De nouveau capturé, Amal échappe à la mort grâce à Sémiramis qui cède au roi et il se retrouve avec ses compatriotes à trimer dans les carrières. La fourberie de Sibari, le Premier Ministre, va changer son destin...

## Fiche technique
- Titre original : La cortigiana di Babilonia
- Titre français : Sémiramis, esclave et reine
- Réalisation : Carlo Ludovico Bragaglia
- Scénario : Carlo Ludovico Bragaglia, Ennio De Concini, Alessandro Ferraù, Cesare Ludovici, Giuseppe Mangione et Nicola Manzari
- Photographie : Gábor Pogány
- Musique : Renzo Rossellini
- Pays d'origine : Italie
- Format : Couleurs - 1,37:1 - Mono
- Genre : Drame, action, historique et biopic
- Durée : 98 minutes
- Dates de sortie : 
  - Italie : 28 décembre 1954
  - RFA : 29 juillet 1955
  - Belgique : 9 septembre 1955
  - France : 20 janvier 1956 (Paris)
  - États-Unis : 10 août 1956

## Distribution
- Rhonda Fleming (VF : Claire Guibert) : Sémiramis
- Ricardo Montalban (VF : René Arrieu) : Amal
- Roldano Lupi (VF : Pierre Morin) : Assur
- Carlo Ninchi (VF : Jacques Erwin) : Sibari
- Tamara Lees (VF : Jacqueline Ferrière) : Lisia
- Ugo Sasso : Nassim
- Achille Majeroni : le grand prêtre
- Gildo Bocci : Carat le tavernier
- Gianna Antonini : la villageoise
- Furio Meniconi : Bolgias